# Forest Silence
Forest Silence је мађарски блек метал бенд, формиран 1996 у Сомбатхељу.

## Чланови
- Winter - вокални

Бивши чланови
- Nagy Andreas - гитара
- Zoltan Schoenberger - бубњеви

## Дискографија
Full-length
- 2006 - "Philosophy of Winter"

Demo
- 1997 - "The 3rd Winter"
- 2000 - "Winter Circle"
- 2002 - "The Eternal Winter"

EP
- 2010 - "Winter Ritual"